# محمود آمنة
محمود آمنة لاعب كرة قدم سوري معتزل من مواليد حلب 25 يناير 1983.

## مسيرته
انطلق “آمنة” من نادي الحرية السوري قبل أن ينتقل في صفقة كبيرة إلى نادي “أهلي حلب” موسم 2003-2004 وأحرز معه لقب الدوري السوي مرة واحدة ولقب كأس الجمهورية مرتين.
وكان أول ظهور لـ”آمنة” بقميص “الأهلي” عام 2003 في مواجهة “اتحاد جدة” السعودي ضمن دوري أبطال العرب، بينما كان أول هدف أهلاوي له بشباك نادي “القرداحة”.
لاعب خط الوسط الذي كان ركيزة أساسية من ركائز المنتخب السوري، احترف خارج “سوريا” مع عدة أندية مثل “راه آهن” الإيراني، و”السليمانية” العراقي، وفاز بلقب الدوري الهندي مع نادي “إيزوال” حيث نال عام 2017 لقب أفضل لاعب في الدوري الهندي، كما لعب لصالح “نادي إيست بنغال” وحصد معه المركز الثاني في كأس “الهند” وأفضل لاعب محترف في “الهند” عام 2018.

## اعتزاله
أعلن “محمود آمنة” بتاريخ 4 حزيران 2022 اعتزاله كرة القدم رسمياً بعد مسيرة من اللعب امتدت حتى عامه التاسع والثلاثين.
وقال “آمنة” في مقطع مصور نشره عبر صفحته على فايسبوك أنه كان يتمنى الاعتزال على أرض الملعب لا سيما بعد توقف استمر فعلياً نحو عام أو عام ونصف مشيراً إلى أن هذه سنّة الحياة وأن لكل بداية نهاية.

## روابط خارجية
- محمود آمنة على موقع الاتحاد الدولي (مؤرشف)  (الإنجليزية)
- محمود آمنة على موقع قاعدة بيانات كرة القدم.إي يو (الإنجليزية)
- محمود آمنة على موقع ناشيونال فوتبول تيمز (الإنجليزية)
- محمود آمنة على موقع Soccerway.com (الإنجليزية)
- محمود آمنة على موقع عالم كرة القدم.نت (الإنجليزية)